# Vesicaperla celmisia
Vesicaperla celmisia är en bäcksländeart som beskrevs av Mclellan 2003. Vesicaperla celmisia ingår i släktet Vesicaperla och familjen Gripopterygidae. Inga underarter finns listade i Catalogue of Life.